# Lissoclinum durabile
Lissoclinum durabile är en sjöpungsart som beskrevs av Kott 200. Lissoclinum durabile ingår i släktet Lissoclinum och familjen Didemnidae. Inga underarter finns listade i Catalogue of Life.